# پیتربورن
پیتربورن (به هلندی: Pieterburen) یک منطقهٔ مسکونی در هلند است که در ده‌مارنه واقع شده‌است. پیتربورن ۳۷۹ نفر جمعیت دارد.